# Karl August Nerger
Karl August Nerger (Rostock, 25 febbraio 1875 – Campo di concentramento di Sachsenhausen, 12 gennaio 1947) è stato un militare tedesco della Kaiserliche Marine, famoso per essere stato il capitano dell’incrociatore ausiliario SMS Wolf durante la prima guerra mondiale.

## Biografia

### Primi anni
Nerger nacque a Rostock, nel Granducato di Meclemburgo-Schwerin. Nerger entrò nella marina come cadetto nell'aprile 1893, e come giovane ufficiale si trovò nei corpi europei che andarono in Cina per sedare la rivolta dei Boxer, dove fu decorato per coraggio e intrepidezza.
Nell'estate del 1914 il capitano di corvetta Nerger prese il comando dell'incrociatore leggero SMS Stettin, che comandò fino al marzo 1916, quando passò all'SMS Wolf.

### SulWolf
Come capitano del Wolf, egli guidò la nave in una spedizione corsara di 451 giorni, il più lungo viaggio di una nave da guerra durante la prima guerra mondiale, fino al maggio 1918, e fu promosso capitano di fregata il 13 gennaio 1917. Nel maggio 1918 divenne comandante delle unità di posamine della Hochseeflotte, comando che mantenne fino alla fine della guerra. Si ritirò il 25 luglio 1919, ormai Kapitän zur See.

### Riconoscimenti
Per le sue imprese Nerger fu insignito delle maggiori onorificenze militari dei cinque maggiori Stati dell'Impero Tedesco, un primato condiviso solo col Kaiser Guglielmo II stesso, coll'imperatore Francesco-Giuseppe, coi feldmarescialli Rupprecht di Baviera e Alberto di Württemberg, con Paul von Hindenburg, col figlio del Kaiser e con un altro capitano di una nave corsara, Nikolaus zu Dohna-Schlodien.
Nerger ricevette molte onorificenze, sotto elencate, fu nominato cittadino onorario di Rostock nel 1919 e ricevette una laurea ad honorem in medicina dell'università di Rostock. Nel 1920 cominciò a lavorare per la Siemens-Schuckert.

### Morte
Il 15 agosto 1945 Nerger fu internato dall'URSS nel campo di concentramento di Sachsenhausen, dove morì due anni dopo.